# 26년

## 연호
- 후한(後漢) 건무(建武) 2년

## 기년
- 후한(後漢) 광무제(光武帝) 2년
- 신라(新羅) 유리 이사금(儒理泥師今) 3년
- 고구려(高句麗) 대무신왕(大武神王) 9년
- 백제(百濟) 온조왕(溫祚王) 44년

## 사건
- 고구려가 개마국을 정복함.